# Julius Fritzsche
Friedrich Julius Luis Fritzsche (* 25. März 1842 in Dresden; † 19. November 1907 in Berlin) war ein deutscher Theaterschauspieler, Intendant und Theaterleiter.

## Leben
Seine künstlerische Ausbildung genoss er beim Lustspieldichter Joachim Lederer und beim Ballettmeister Joseph Lepitre. Seine Bühnenlaufbahn begann er in Amberg, woselbst er am 23. Oktober 1859 in „Georg“ in „Anna-Liese“ debütierte. Hierauf war er in Ulm, Laibach, Salzburg, Prag, Karltheater (Wien), Preßburg, Esseg tätig. In all diesen Engagements wirkte er in Liebhaber-, Bonvivant- und Heldenrollen, wurde aber auch infolge seiner Vielseitigkeit und seiner musikalischen Begabung in der Operette verwendet. Bald füllte ihn jedoch diese Tätigkeit allein nicht mehr aus und er übernahm in Orowica die Leitung des Theaters. In gleicher Eigenschaft war er in Becskerek, Kaschau, Esseg, Teschen, Budweis, Laibach, Olmütz tätig, bis es ihm endlich gelang, die Direktion des Carl-Schultze-Theaters in Hamburg zu übernehmen. Schließlich begab er sich 1881 nach Berlin, wo er die Neugründung des Friedrich Wilhelmstädtischen Theaters durchführte. Er kaufte das ehemalige Woltersdorff-Theater, ließ es gänzlich umbauen und prächtig ausstatten, und etablierte hier auf Grund der bisherigen Operettentradition das Friedrich Wilhelmstädtische Theater mit derselben Firma und denselben Mitgliedern.
Fritzsche war mit der Operettensängerin Josephina Wagner und seit 1894 mit der Schauspielerin Anna Maria Kegenbein verheiratet.
Er starb 1907 in Berlin.